# NGC 35
NGC 35 är en spiralgalax i stjärnbilden Valfisken. Den upptäcktes den 21 november 1886 av den amerikanska astronomen Lewis A. Swift.

### Fotnoter
1. 1 2 3 4  ”NASA/IPAC Extragalactic Database”. Results for NGC 0035. http://nedwww.ipac.caltech.edu/cgi-bin/nph-objsearch?objname=NGC+35&img_stamp=yes&extend=no. Läst 4 maj 2010.